# 七葉院まゆせ
七葉院 まゆせ（しちはいん まゆせ）は、両備グループのバーチャル社員。

## 概要
広報部所属。担当する声優は金元寿子。
2013年3月8日にコンベックス岡山で開催された「両備グループフェア2013」のイベントで「入社式」が行われた。名前は両備グループのCMソングである『街は青春』のアナグラムである。
ツアーパンフレットなどに使用するために萌えキャラのイラストを作成するという企画で始動したが、企画に参加した社員が個人的にMikuMikuDanceで作成したモーション動画がきっかけとなり、現在のような展開をすることとなった。
なお、両備グループが非人間キャラクターを採用するのは、猫のたま駅長に次いで2例目である。両備グループが運営するスマートフォン用アプリケーション「まゆせチャンネル」のキャラクターにも起用されている。

## プロフィール
- 年齢：20歳
- 身長：157cm
- 体重：45kg
- 誕生日：7月31日
- 好きなもの：桃、マスカット
- 好きな言葉：忠恕、知行合一